# Sociétés de vexillologie en Bretagne
Pour les articles homonymes, voir SBV.
Plusieurs associations en Bretagne ont pour objet la vexillologie et l'héraldique. Elles rassemblent des passionnés des drapeaux, emblèmes et écus, et de l'histoire de la Bretagne. 

## Buts des associations
- Échange d'informations et partage d'expérience sur les emblèmes bretons.
- Faire la compilation la plus exhaustive possible des drapeaux et écus des villes, pays, associations et institutions de Bretagne, passés et présents.
- Assurer l'information du public et la sauvegarde pour la postérité, par la publication de bulletins.
- Proposer aux municipalités et associations bretonnes la création de drapeaux et d'écus respectant les règles de la vexillologie et de l'héraldique.

Le champ d'action ne se limite pas à la Bretagne; il comprend aussi le monde breton, en France, au Royaume-Uni, mais aussi aux États-Unis. Les associations contribuent ainsi à la sauvegarde et à l'enrichissement du patrimoine culturel breton.

### Bannieloù Breizh
Bannieloù Breizh (qui signifie drapeaux bretons en breton), association vexillologique et héraldique de Bretagne, a été fondée le 9 novembre 2003.
Bannieloù Breizh participe à la renaissance de drapeaux, notamment ceux des neuf pays historiques de Bretagne qui sont aujourd'hui utilisés dans les grandes manifestations (festival de Cornouaille à Quimper, festival d'Arvor à Vannes, commémoration du 11 novembre à Sainte-Anne-d'Auray, Festi'Manif à Nantes...). Bannieloù Breizh a participé à la réédition des drapeaux de Saint-Pol-de-Léon, de Lorient, du Goëlo, du Léon, de Cornouaille, du Trégor, du Pays vannetais et du drapeau interceltique. 
Bannieloù Breizh se réunit trois fois par an. Elle publie le bulletin bi-annuel Al Lumanidig (qui signifie Le Vexilloïde en breton).
En 2019, à l'occasion des 100 ans du Gwenn ha du, Bannieloù Breizh reproduit et fait défiler cent drapeaux dans les rues de Qimper (différentes versions du Gwenn ha du, drapeaux des pays de Bretagne, de villes bretonnes et interceltiques).

### Kevarzhe Vannielouriezh Vreizh

Drapeau de la société bretonne de vexillologie.

La Société bretonne de vexillologie (SBV), en breton Kevarzhe Vannielouriezh Vreizh, a été fondée le 23 juin 1996. Elle est membre de la Fédération internationale des associations vexillologiques (FIAV) depuis 1997.
La SBV est à l'origine de nouveaux drapeaux bretons. On lui doit aussi, et surtout à Philippe Rault, le renouveau de la Kroaz du (ou Croix Noire) dont la parenté avec la Banner Sen-Pyran, drapeau de la Cornouailles insulaire est évidente. La SVB a, par ailleurs, pris position contre la mode du logo.
La SBV se réunit plusieurs fois par an et envoie une délégation aux congrès de la FIAV, qui ont lieu tous les deux ans.